# 李忠科
李忠科（1962年10月—），甘肃白银人，汉族，中国共产党党员。中华人民共和国政治人物、第十三届全国人民代表大会甘肃省代表。

## 生平
李忠科拥有中共中央党校大学学历，高级政工师职称。长期在甘肃省国营企业任职，历任中共白银有色集团党委副书记兼工会主席，2015年升任中共嘉峪关市委常委，酒泉鋼鐵集團公司党委书记、副董事长。
2018年1月，出任中共嘉峪关市委书记。
2018年，李忠科被选为甘肃省出席第十三届全国人民代表大会代表。
2021年7月卸任嘉峪关市委书记，出任甘肃省第十三届人民代表大会监察和司法委员会副主任委员。翌年1月，改任甘肃省第十三届人民代表大会社会建设委员会委员、省人大监察和司法委员会主任委员。